# لمبدان پایینی
لُمبِدان پایینی، روستایی است از توابع بخش مرکزی در شهرستان دیر استان بوشهر ایران. که در 10کیلومتری از مرکز شهرستان دیر واقع شده و اشغل سنتی اکثر مردم روستا کشاورزی و دام داری بوده

## جمعیت
این روستا در دهستان حومه دیر قرار دارد و بر اساس سرشماری سال ۱۳۸۵ جمعیت آن (۱۰۲ خانوار) ۶۱۱ نفر است.